# Vadim Shaekov
Vadim Shaekov, né le 25 mai 1986 à Tachkent, est un coureur cycliste professionnel ouzbek. Il pratique le cyclisme sur route et sur piste.

## Palmarès sur route

### Par années
- 2008
  - Tour of Negri Sembilan :
    - Classement général
    - 1re étape
- 2010
  - 4e étape du Tour de Corée
- 2011
  - 2e du championnat d'Ouzbékistan du contre-la-montre
  - 3e du championnat d'Ouzbékistan sur route
- 2012
  - 3e du championnat d'Ouzbékistan sur route
  - 3e du championnat d'Ouzbékistan du contre-la-montre
- 2014
  - 2e du championnat d'Ouzbékistan sur route
- 2016
  - 1re étape de la Tashkent International Race (contre-la-montre)

### Classements mondiaux
| Année         | 2008 | 2009 | 2010 | 2011 | 2012 | 2013 | 2014 |
| ------------- | ---- | ---- | ---- | ---- | ---- | ---- | ---- |
| UCI Asia Tour | 31e  | 63e  | 208e | 104e | 146e | 256e | 107e |

## Palmarès sur piste

### Championnats d'Asie
- Nara 2008
  -  Médaillé d'argent de l'américaine
  -  Médaillé de bronze de la course aux points

### Championnats nationaux
- 2015
  -  Champion d'Ouzbékistan de vitesse par équipes (avec Timur Yambulatov et Dmitriy Ponkratov)
  -  Champion d'Ouzbékistan de poursuite par équipes (avec Gumerov Timur, Ruslan Fedorov et Sergey Medvedev)
  -  Champion d'Ouzbékistan de l'omnium